# Montasola
Montasola ist eine Gemeinde mit 392 Einwohnern (Stand 31. Dezember 2023) in der Provinz Rieti in der italienischen Region Latium.

## Geographie
Montasola liegt 74 km nördlich von Rom, 33 km westlich von Rieti und 30 km südlich von Terni auf einem steilen, von weitem sichtbaren Hügel in den Sabiner Bergen. Am Fuß des Hügels liegt der Ortsteil Forcella. Das Gemeindegebiet erstreckt sich über eine Höhendifferenz von 260 bis 1.260 m s.l.m. Montasola ist Mitglied der Comunità Montana Sabina IV Zona.
Die Gemeinde befindet sich in der Erdbebenzone 2 (mittel gefährdet). Die Nachbargemeinden sind Casperia, Contigliano, Cottanello, Torri in Sabina und Vacone.

## Verkehr
Die nächste Autobahnauffahrt ist Ponzano Soratte an der A1 Autostrada del Sole in 22 km. Der zuständige Bahnhof liegt in Contigliano an der Bahnstrecke Terni–Sulmona in 17 km Entfernung.

## Geschichte
Archäologische Funde belegen die Besiedlung des Gemeindegebiets seit der Antike. Entlang einer Straßentrasse wurden Grabbauten gefunden. Eine Villa rustica wurde unter dem Namen Curtis de Lauri im Mittelalter weitergenutzt und vor 936 von der Abtei Farfa zum Castellum de Lori ausgebaut. 1191 wurde die Bevölkerung in einem Castrum auf dem Monte Asola zusammengefasst, das direkt dem Heiligen Stuhl gehörte. Im 14. und 15. Jahrhundert gehörte Montasola abwechselnd den Orsini und Savelli, bevor es 1501 wieder an die Apostolische Kammer fiel. 1853 wurde Montasola eine selbständige Gemeinde und gehört seit 1927 zur Provinz Rieti.

## Bevölkerungsentwicklung
| Jahr      | 1861 | 1881 | 1901 | 1921 | 1936 | 1951 | 1971 | 1991 | 2001 |
| --------- | ---- | ---- | ---- | ---- | ---- | ---- | ---- | ---- | ---- |
| Einwohner | 480  | 577  | 720  | 878  | 662  | 635  | 334  | 380  | 368  |

Quelle: ISTAT

## Politik
Vincenzo Leti (Lista Civica: Futuro e Tradizione Per Montasola) wurde am 26. Mai 2019 zum Bürgermeister gewählt.